# 갓 헬프 더 걸
《갓 헬프 더 걸》(영어: God Help the Girl)은 2014년 공개된 영국의 영화이다.

## 출연

### 주연
- 에밀리 브라우닝
- 올리 알렉산더
- 한나 머레이

### 조연
- 코라 비셋
- 피에르 보랭거
- 크리스토퍼 맥칸
- 마일즈 버맨
- 벤 맥클레인
- 로비 레이드
- 로렌스 리보

## 기타
- 공동제작: 캐롤 셔리단
- 조감독: 네일 월리스
- 미술: 마크 리즈
- 의상: 데니스 쿰베스
- 배역: 카린 크로포드
- 프로덕션매니저: 앤드류 디언리